# روي ميتشيل (منافس ألعاب قوى)
روي ميتشيل (بالإنجليزية: Roy Mitchell)‏ هو منافس ألعاب قوى جامايكي، ولد في 1955.

## وصلات خارجية
- روي ميتشيل على موقع الاتحاد الدولي لألعاب القوى (الإنجليزية)
- روي ميتشيل على موقع أوليمبيديا (الإنجليزية)